# タタールスタン航空
タタールスタン航空（タタールスタンこうくう、ロシア語: Авиакомпания Татарстан、タタール語: Татарстан Һава Юллары, Tatarstan Hawa Yulları 、英語: Tatarstan Airlines）とはかつてロシア連邦の一部、タタールスタン共和国に存在した地域航空会社である。ロシア・タタールスタンのカザンにあるカザン空港に本拠地を置き、1999年から2013年まで運航していた。

## 歴史

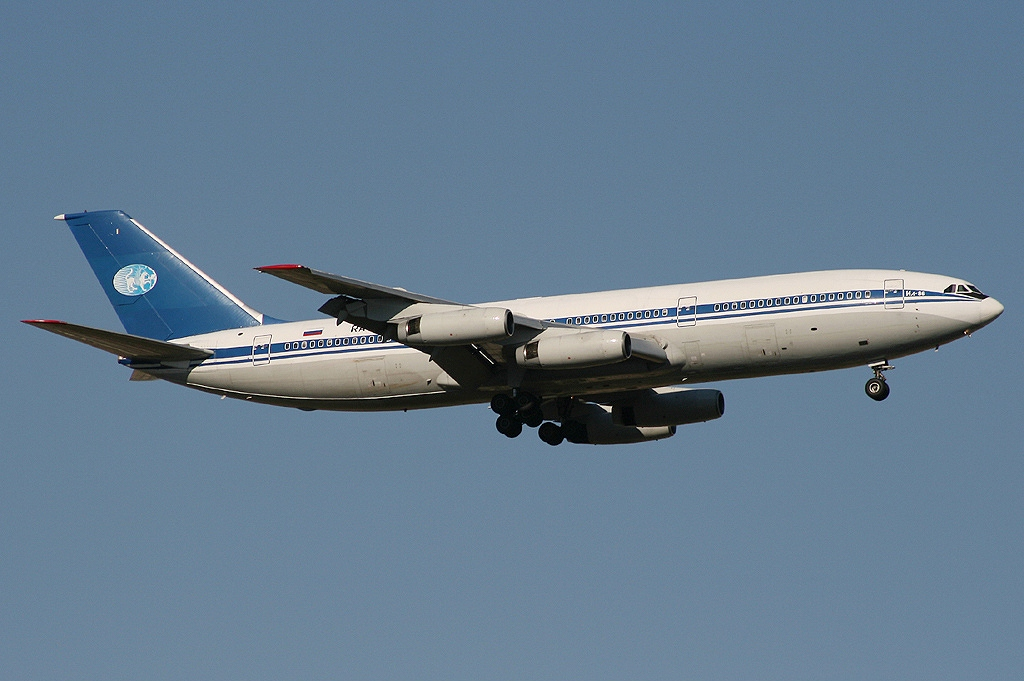
アンタルヤ空港へ着陸するタタールスタン航空のIl-86（2007年）

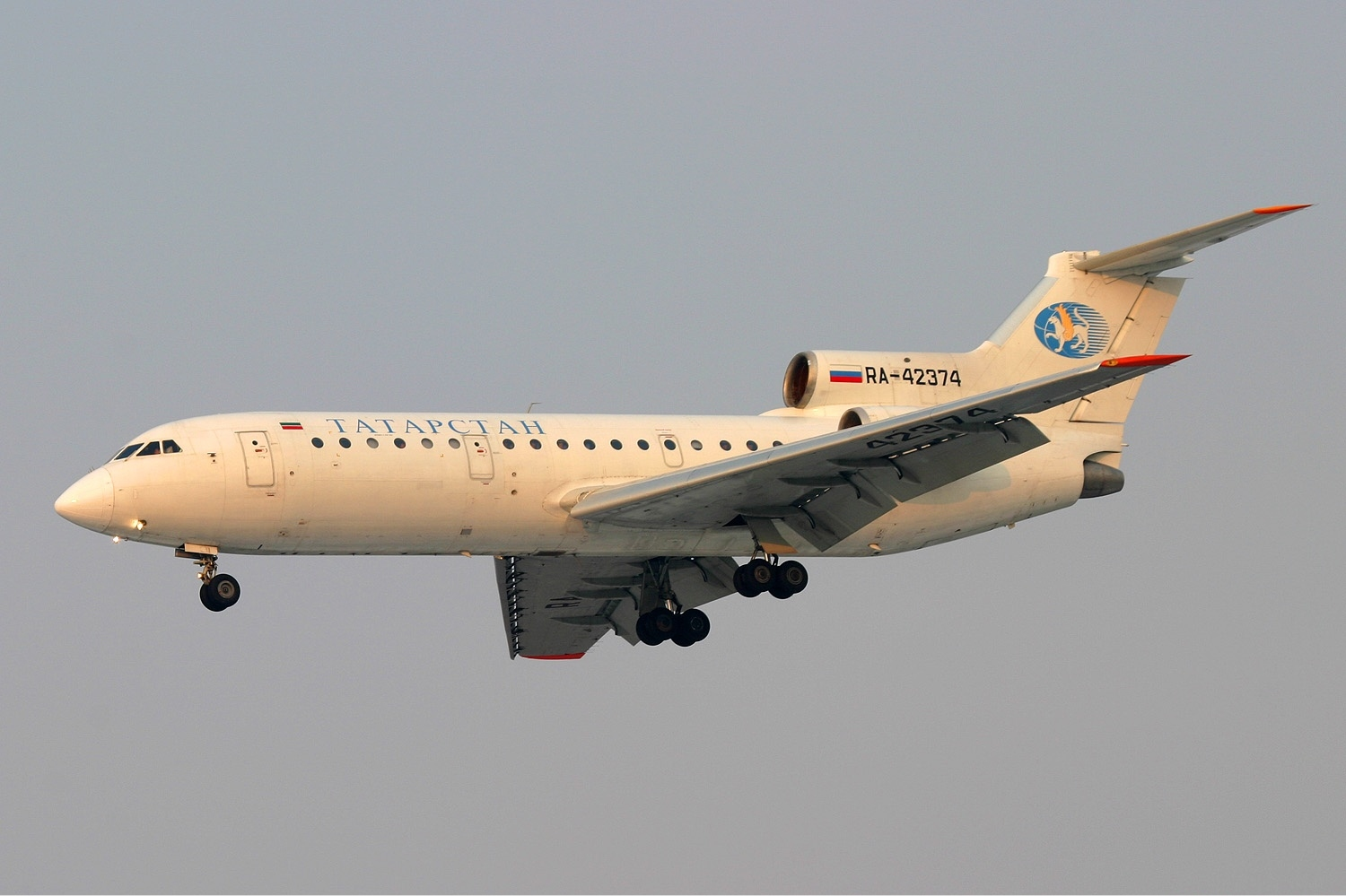
ドモジェドヴォ国際空港へアプローチするタタールスタン航空のYak-42（2005年）

タタールスタン航空は1993年に設立され、1999年に運行を開始した。ロシア国内や国外が目的地の定期便を運航しており、休暇旅行先へ向かう季節運航のチャーター便も運航していた。
2012年、タタールスタン航空はトルコ航空と連携してカザン空港を連邦政府のハブとすると発表した。
2013年11月、タタールスタン航空363便墜落事故が発生し乗客乗員全員が死亡した。ロシア空輸監視委員会 Rosaviatsiya は、事故調査団が過労と十分な訓練を受けていなかった乗員が事故原因であるという結論を出したことを受け、タタールスタン航空の営業権を取り消すと発表した。同航空の営業権は2013年12月31日に取り消され、同社の航空機はアク・バルス・アエロに移籍された。

## 就航都市
タタールスタン航空はモスクワやサンクトペテルブルク、マハチカラなどのロシアの都市および国外のバクー、ドゥシャンベ、エレバン、タシュケント、ホジェンド、イスタンブール、プラハ、テルアビブへ向かう定期旅客便を運航していた。また、タタールスタン航空はロシア、ブルガリア、エジプト、ギリシャ、トルコでチャーター便も運航していた。2010年から2011年までの間、タタールスタン航空は40路線を運航した。2009年には577,000人の乗客を輸送し、2010年には603,000人、2011年には824,000人まで増加した。

## 保有機材

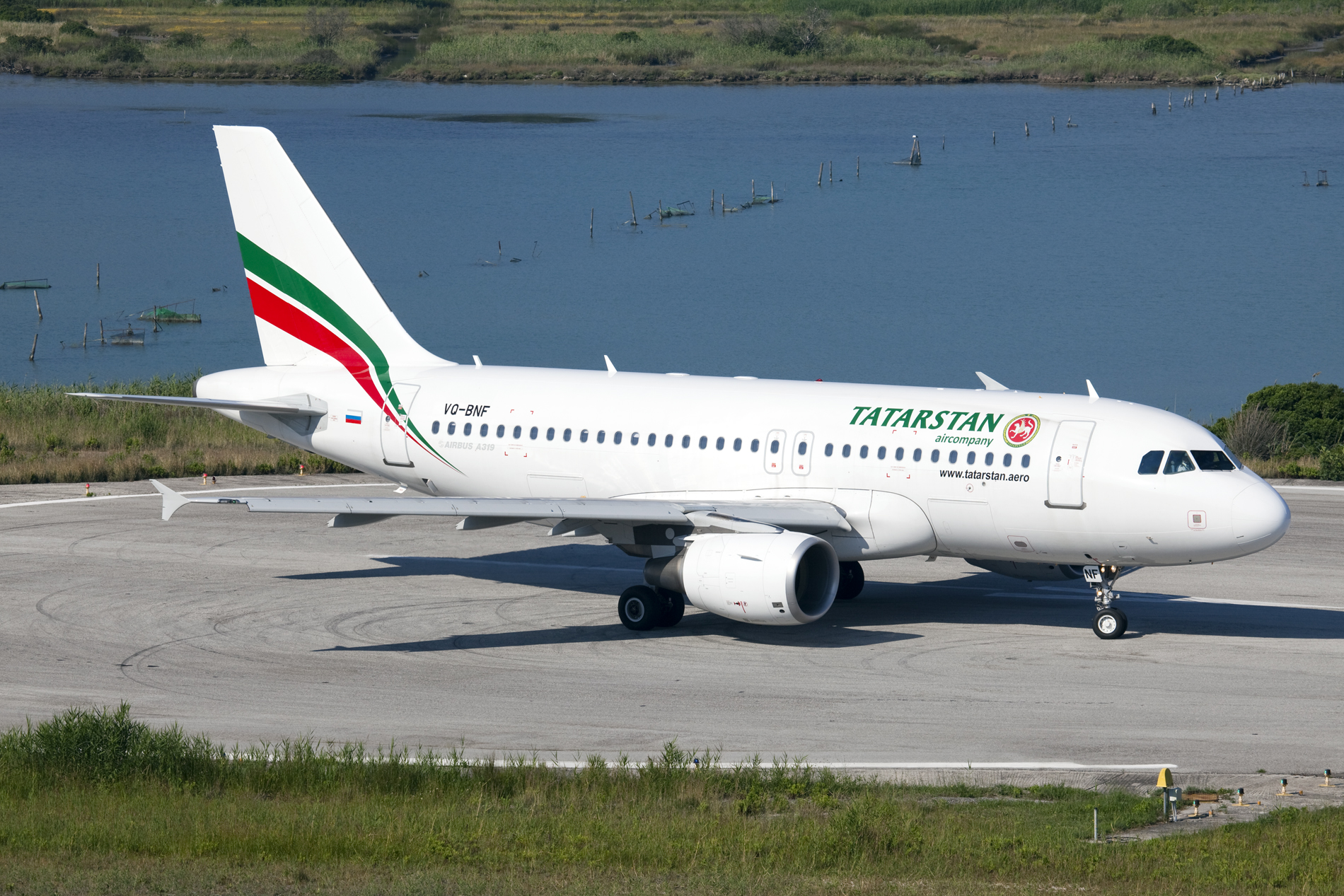
タタールスタン航空のエアバスA319（2012年、コルフ国際空港にて）

### コードシェア契約
タタールスタン航空は以下の航空会社とコードシェア契約を締結していた（2013年11月時点） 。
- アク・バルス・アエロ
- チェコ航空 （スカイチーム）
- トルコ航空 （スターアライアンス）

## 事件・事故

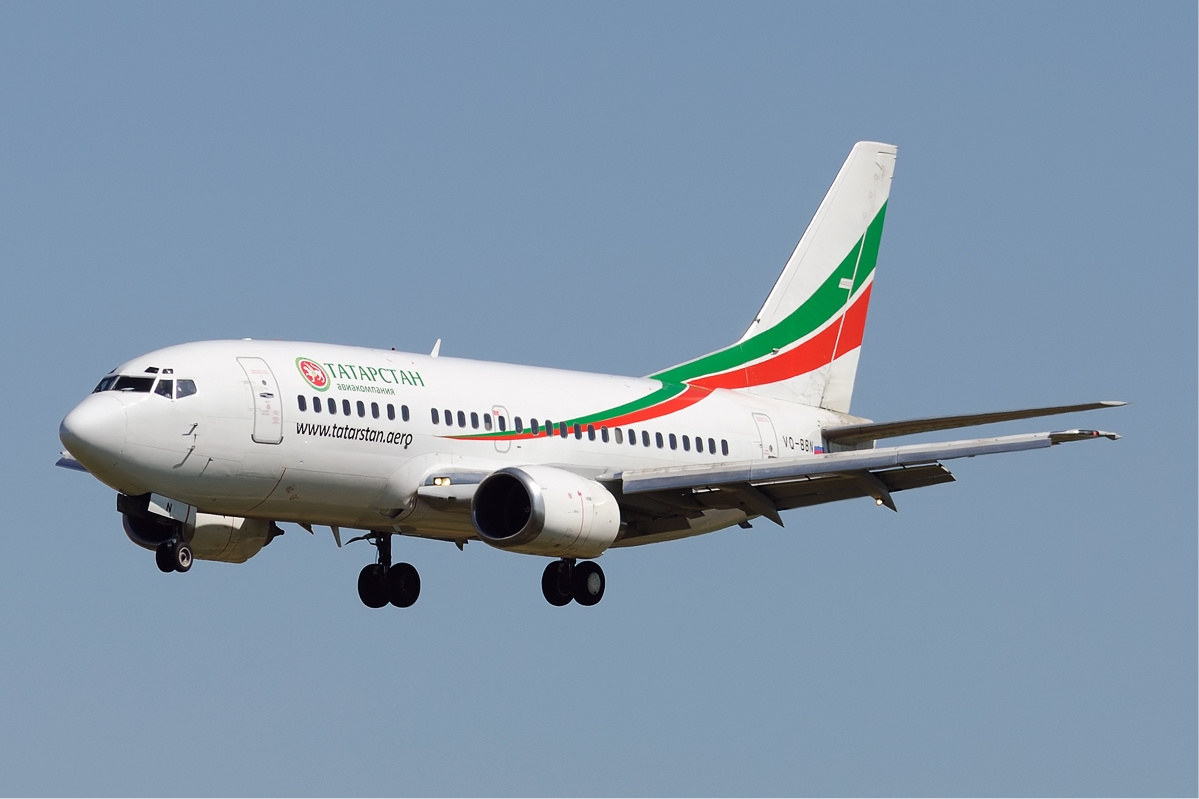
このボーイング737-500（機体記号:VQ-BBN）は2013年11月17日に363便墜落事故で大破した。2009年、カザン空港へアプローチ中の際に撮影された。

2013年11月17日、モスクワ発のボーイング737-500 (VQ-BBN) がカザン国際空港へ着陸中に墜落した。乗客44人全員と乗員6人全員が死亡した。この事故により空港が一時閉鎖された。